# جامبين باتمونك
جامبين باتمونك (بالمنغولية: Жамбын Батмөнх)، من مواليد 10 مارس 1926، وتوفي بتاريخ 14 مايو 1997، وهو سياسي منغولي، تولى رئيس هيئة رئاسة خورال الدولة الكبير بمنغوليا من تاريخ 12 ديسمبر 1984، وانتهت فترته بتاريخ 21 مارس 1990.